# Konstancja Lubomirska
Konstancja z Ligęzów Lubomirska (ur. 1618, zm. 26 marca 1648) – córka Mikołaja Spytka Ligęzy i jego trzeciej żony Zofii Krasińskiej (zm. między 1642 a 1643), wojewodzianki płockiej, kasztelanówny ciechanowskiej.
Była pierwszą żoną marszałka wielkiego koronnego i hetmana polnego koronnego, księcia Jerzego Sebastiana Lubomirskiego. Ślub wzięli w 1637 roku, a Konstancja Ligęzianka wniosła w posagu Rzeszów, który odziedziczyła po śmierci ojca. Mieli pięcioro dzieci:
- Stanisława Herakliusza[6] – marszałka wielkiego koronnego[7]
- Aleksandra Michała (zm. 1675) – starostę perejasławskiego i sandeckiego, ożenionego z Katarzyną Anną Sapiehą.
- Hieronima Augustyna – hetmana wielkiego i polnego koronnego, kasztelana i wojewodę krakowskiego[8]
- Franciszka Sebastiana (zm. 1699 r.) – starostę olsztyńskiego
- Krystynę[6] (zm. 1669) – żonę Feliksa Kazimierza Potockiego, hetmana wielkiego koronnego, starostę krasnystawskiego, hrubieszowskiego.